# Preta Perciata
Il passo di Preta Perciata (Roccia Bucata), definito anche come Petra Perciata, situato nella frazione di Magliano Nuovo, è un valico dei monti del Cilento situato in provincia di Salerno che collega la valle del fiume Calore Lucano con la valle del fiume Alento.
Le due valli fluviali sono infatti separate dalla catena montuosa data dai monti Vesole, Chianiello, Faito e altre alture minori. Alle due estremità della dorsale montuosa vi sono i siti fortificati di Capaccio Vecchia e Magliano Nuovo, con il ruolo di regolare gli spostamenti tra i due fiumi.
Anticamente il passo di Preta Perciata era costituito da un corto tunnel scavato nella roccia, da ciò il termine di Preta Perciata (pietra forata), chiuso superiormente da un masso. Tale masso è stato rimosso quando il valico è stato trasformato in una strada asfaltata e l'antico tunnel è stato allargato.
Questo nodo viario nel corso del Medioevo, a partire dall'anno 1074, è stato uno dei 14 valichi del Mezzogiorno con diritto di pedaggio e tale è rimasto fino al regno aragonese.
Già nel 1008 veniva citato in un documento, attestandone quindi l'uso dall'età longobarda, durante la quale Magliano fu sede di una contea. Già gli Ostrogoti furono interessati alla strategica via di comunicazione costruendo nel VI secolo un castello al di sopra del valico.
Giungendo dal basso, sulla sinistra del valico è presente un punto ristoro.
Da lì è possibile ammirare un ampio panorama che affaccia sulle gole del Calore.

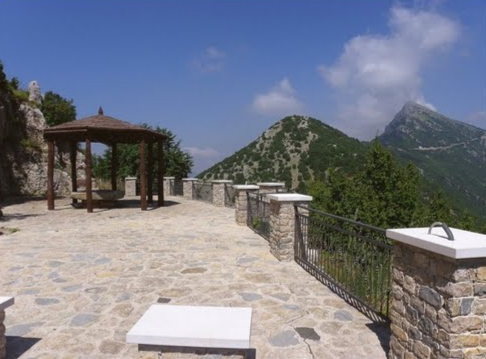
Il punto ristoro sulla sinistra con il panorama

Sulla destra è presente invece una grotta con l'omonimo nome visitabile.

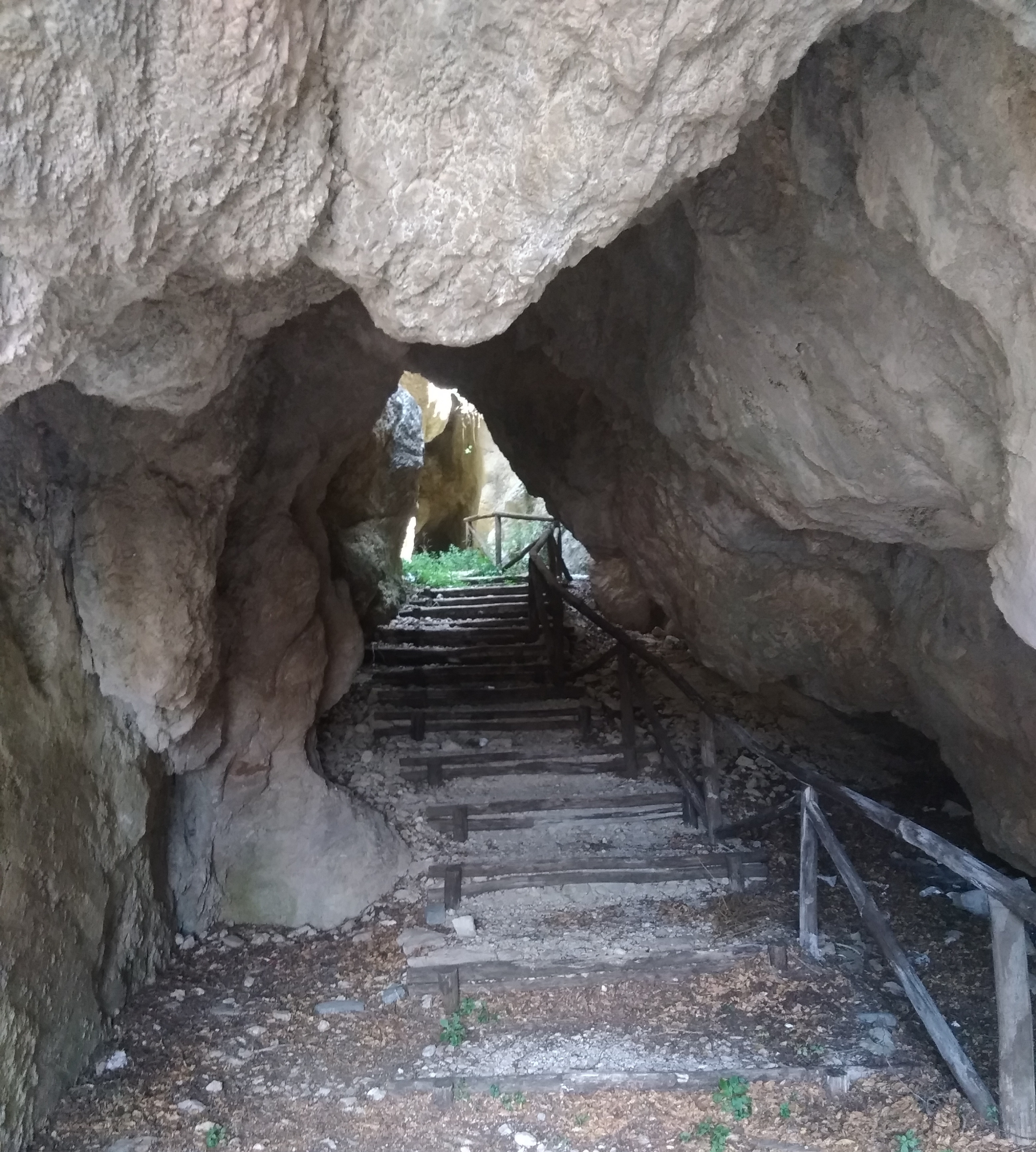
La grotta della Preta Perciata

Quest'ultima, durante la seconda guerra mondiale, è stata usata dagli abitanti del paese per proteggersi dai bombardamenti. 
Facente parte della via che, attraversato il valico conduceva a Felitto e altri abitati, sussiste il ponte medievale di Magliano Nuovo, risalente probabilmente all'epoca longobarda e la cui presenza attesta la storicità del sito oltre le fonti.
Prima di giungere al ponte i viaggiatori transitavano per la contrada "Postiglione", dove avveniva il cambio del cavallo. Tutt'oggi il sentiero segue l'antico itinerario.
È possibile salire sopra il valico con il primo tratto del percorso Magliano Nuovo - Postiglione, che conduce poi al ponte medioevale.